# Czarnostów
Czarnostów – wieś sołecka w Polsce położona w województwie mazowieckim, w powiecie makowskim, w gminie Karniewo.
Wieś duchowna Czarnostowo położona była w drugiej połowie XVI wieku w powiecie makowskim ziemi różańskiej województwa mazowieckiego. W 1785 roku Czarnostaw wchodził w skład klucza czarnostowskiego biskupstwa płockiego. W latach 1975–1998 miejscowość administracyjnie należała do województwa ciechanowskiego.
Podczas wojny polsko-bolszewickiej 19 sierpnia 1920 pod Czarnostowem poległ mjr Emil Werner. 15 stycznia 1945 w rejonie Czarnostowa rozegrała się bitwa pomiędzy jednostkami pancernymi Armii Czerwonej a hitlerowcami. 